# Закон Божий
Закон Божий — поняття, яке під тими чи іншими назвами відоме в усіх без винятку віровченнях світу (за винятком буддизму, даосизму та інших релігій, які не визнають існування Бога) і означає сукупність заповідей і настанов, а також правильне розуміння навколишнього світу, з яким із точки зору віруючих потрібно жити всьому людству, чи даній спільноті віруючих. Може також розумітися як вічний всеосяжний закон справедливості, який творить світ таким, яким він є.

## У Біблії
Святий первоверховний апостол Павло навчав у своїх словах так: «Якщо законом виправдання, то Христос марно вмер. (Гал. 2:21). [Христос скасував] Закон заповідей вченням. (Еф. 2:15). Ділами Закону не виправдається ніяка плоть. (Гал. 2:16) Законом пізнається гріх.(Рим. 3:20) Закон чинить гнів.(Рим. 4:15) Без закону гріх мертвий. (Рим. 7:8) Сила гріха — закон. (1 Кор. 15:56) Якщо ж Дух вас провадить, то ви не під законом. (Гал. 5:18) Господь же то Дух, а де Дух Господній, там свобода». (2 Кор. 3:17) 